# جورج جيبسون (مدرب رياضي)
جورج جيبسون (بالإنجليزية: George Gibson)‏ هو مدرب رياضي أمريكي، ولد في 2 أكتوبر 1905 في Romulus, New York ‏ في الولايات المتحدة، وتوفي في 19 أغسطس 2004 في مدلاند في الولايات المتحدة.

## وصلات خارجية
- جورج جيبسون على موقع مرجع كرة القدم المحترفة.كوم (الإنجليزية)